# Rybachiy (udde)
Rybachiy är en udde i Antarktis. Den ligger i Östantarktis. Australien gör anspråk på området.
Terrängen inåt land är kuperad österut, men västerut är den platt. Havet är nära Rybachiy västerut. Trakten är obefolkad. Det finns inga samhällen i närheten. 